# 希斯甘吉谒师所

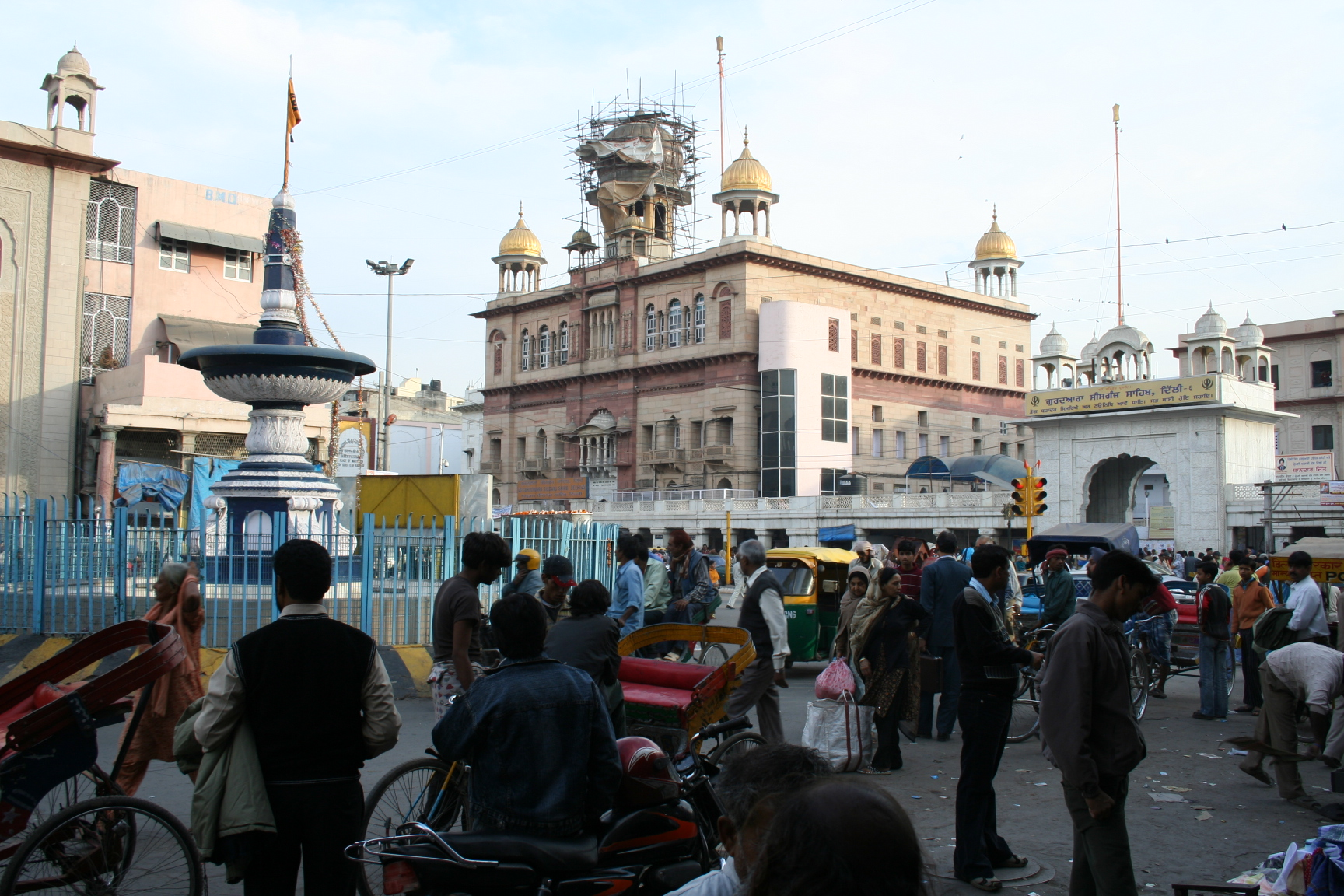
希斯甘吉谒师所

希斯甘吉谒师所（Gurdwara Sis Ganj Sahib）位于老德里的月光集市区域。1675年11月11日，锡克教的第九代上师得格·巴哈都尔因为拒绝改宗伊斯兰教，被莫卧儿王朝皇帝奧朗則布下令在此斩首。在他的尸体被分尸和示众之前，被他的一位门徒 Lakhi Shah Vanjara趁夜色偷走，并纵火烧毁自己的房屋，来火化巴哈都尔的尸体。这个地方建起了另一座谒师所，Gurdwara Rakab Ganj Sahib。巴哈都尔被砍下的头颅（"Sis"）被他的另一位门徒Bhai Jaita带到了Anandpur Sahib，由巴哈都尔的儿子，锡克教第十代，也是最后一代上师戈宾德·辛格火化。这个地方的谒师所也称为希斯甘吉谒师所。
Template:德里地标
28°39′21″N 77°13′57″E / 28.6558°N 77.2325°E